# 日本ソーシャルワーカー協会
特定非営利法人日本ソーシャルワーカー協会（にほんソーシャルワーカーきょうかい Japanese Association of Social Workers）は、1960年に発足し、2005年に特定非営利活動法人の認証を受けた日本のソーシャルワーカー団体。

## 概要
1958年、第9回国際社会福祉会議が東京で行われた。このとき日本は国際ソーシャルワーカー連盟 (IFSW) の会議にオブザーバーとして参加したが、協会を結成するよう強く要請された。1960年、IFSWの要請を受け、初代会長となる竹内愛二を中心に日本ソーシャルワーカー協会が組織された。事務局は全国社会福祉協議会に置かれた。
1997年には社会福祉専門職連絡会に加入していた日本精神保健福祉士協会と日本医療社会福祉協会、日本社会福祉士会の3団体が日本ソーシャルワーカー協会と共に「国際ソーシャルワーカー連盟加盟のための日本国調整団体」を結成。1998年にイスラエルでのIFSW総会で日本の組織の加入承認がなされる。この団体は2002年に「社会福祉専門職団体協議会」（社専協）と改称し、2016年に「日本ソーシャルワーカー連盟」に更に改称される。
現在、国際ソーシャルワーカー連盟のカウンターパート団体の機能は日本ソーシャルワーカー連盟に移り、日本ソーシャルワーカー協会は日本ソーシャルワーク連盟の加盟組織として、国内におけるソーシャルワークに関係する人たちの団体へと変化した。現在はセミナーや養成講座・研究会を行ったり、ソーシャルワーカーの団体として社会に声明を出したり、関係機関に要請行動をする等の活動を行う。
なお、日本における他のソーシャルワーカー団体の多くが社会福祉士や精神保健福祉士の国家資格の保有を会員の条件にしているが、日本ソーシャルワーカー協会は資格の保有や実務経験の有無に関わらず、ソーシャルワークに関心のある全ての者が会員となることを認めている。単に職能団体に留まらず、もっと広い意味でのソーシャルワークに関する団体として活動している。日本における最古にして、もっとも門戸が広いソーシャルワーカー団体とも言えよう。
関係する組織として、北海道札幌市には、NPO法人北海道ソーシャルワーカー協会が、香川県高松市には、任意団体香川県ソーシャルワーカー協会が、沖縄県宜野湾市には、NPO法人沖縄ソーシャルワーカー協会が存在する。
出展。